# Canton de Roye
Le canton de Roye est une circonscription électorale française située dans le département de la Somme et la région Hauts-de-France.

## Géographie
Ce canton est organisé autour de Roye dans l'arrondissement de Montdidier. 

## Histoire
Par décret du 26 février 2014, le nombre de cantons du département est divisé par deux, avec mise en application aux élections départementales de mars 2015. Le canton de Roye est conservé et s'agrandit. Il passe de 33 à 62 communes.

## Représentation

### Conseillers généraux de 1833 à 2015
| Période | Période          | Identité                          | Étiquette           | Qualité |
| ------- | ---------------- | --------------------------------- | ------------------- | --- |
| 1833    | 1848             | Basile Rouillé de Fontaine        |                     | Propriétaire, maire de Goyencourt Président du Conseil Général (1824, 1834, 1836 et 1839) Pair de France Député (1820-1837) |
| 1848    | 1870             | Léon Victor de Blavette           |                     | Propriétaire et ingénieur à Roye Maire de L'Échelle-Saint-Aurin                                                             |
| 1870    | 1871             | Baron Auguste-Antoine de Fourment | Majorité dynastique | Directeur de plusieurs filatures de laine Député (1867-1870)                                                                |
| 1871    | 1875             | Paul Véret                        |                     | Marchand de blé, conseiller municipal faisant fonction de maire à Roye                                                      |
| 1875    | 1880             | Henri Bertin                      | Droite              | Cultivateur et industriel sucrier Maire de Roye (1858-1870)                                                                 |
| 1880    | 1898             | Émile Duquesnel                   | Républicain         | Docteur en médecine maire de Roye (1870), conseiller d'arrondissement                                                       |
| 1898    | 1919             | Élie Vasseur                      | RG                  | Industriel maire de Roye (1888-1912)                                                                                        |
| 1919    | 1940             | Alfred Lejeune                    | Rad.                | Propriétaire-agriculteur Maire d'Hattencourt                                                                                |
|         |                  |                                   |                     | |
| 1945    | 1973             | André Coël                        | SFIO puis PS        | Architecte maire de Roye (1945-1947 et 1953-1977)                                                                           |
| 1973    | 1992             | Jacques Fleury                    | PS                  | Avocat Député (1981-1993) Maire de Roye (1977-2017)                                                                         |
| 1992    | 1998             | Georges Loisier                   | RPR                 | Pharmacien Conseiller municipal de Bazicourt puis de Roye                                                                   |
| 1998    | 2001 (démission) | Jacques Fleury                    | PS                  | Député (1997-2002) Maire de Roye                                                                                            |
| 2001    | 2004             | Georges Loisier                   | RPR puis UMP        | Pharmacien, conseiller municipal de Bazicourt (Oise) puis de Roye                                                           |
| 2004    | 2015             | Christine Lefèvre                 | PS                  | conseillère régionale de Picardie Vice-présidente du Conseil général Conseillère municipale de Roye                         |

### Conseillers d'arrondissement (de 1833 à 1940)
Le canton de Roye avait deux conseillers d'arrondissement.
| Période                                  | Période      | Identité                                            | Étiquette | Qualité |
| ---------------------------------------- | ------------ | --------------------------------------------------- | --------- | --- |
| 1833                                     | 1840 (décès) | Charles-Borromée Boudoux d'Hautefeuille (1775-1840) |           | Maire de Curchy |
| 1833                                     | 1839         | Pierre François Honoré Bayart (1769-1848)           |           | Propriétaire, adjoint au maire de Roye, ancien maire de Laucourt                                                        |
| 1839                                     | 1845         | Aimé Jean Baptiste Graval (1769-1855)               |           | Propriétaire à Roye |
| 1840                                     | 1848         | François Stanislas Leleu (1784-1865)                |           | Propriétaire cultivateur, maire d'Hattencourt                                                                           |
| 1845                                     | 1848         | M. Grégoire                                         |           | Propriétaire à Roye |
|                                          |              |                                                     |           | |
|                                          | 1881         | Émile Duquesnel                                     |           | Docteur en médecine à Roye                                                                                              |
|                                          |              |                                                     |           | |
| 1913                                     | 1925 (décès) | Anatole Savelon (1853-1925)                         | Rad.      | Propriétaire rentier, conseiller municipal de Roye                                                                      |
| 1919                                     | 1940 (décès) | Gabriel Sainte-Marie Carpentier (1864-1940)         | Rad.      | Propriétaire cultivateur, maire de L'Échelle-Saint-Aurin (1900-1940), Président du Conseil d'arrondissement (1930-1940) |
| 1925                                     | 1937         | Georges Desjardins                                  | RG        | Commerçant, agent de sucrerie, maire de Saint-Mard                                                                      |
| 1937                                     | 1940         | Paul Mercusot                                       | Rad.      | Propriétaire, maire de Roye (1935-1944), suppléant du juge de paix                                                      |
| 1940                                     |              |                                                     |           | Les conseils d'arrondissement ont été suspendus par la loi du 12 octobre 1940 et n'ont jamais été réactivés             |
| Les données manquantes sont à compléter. |              |                                                     |           | |

### Conseillers départementaux à partir de 2015
| Période élective | Période élective | Mandat | Mandat   | Identité          | Nuance | Nuance | Qualité |
| ---------------- | ---------------- | ------ | -------- | ----------------- | ------ | ------ | --- |
| 2015             | 2021             | 2015   | 2021     | Pascal Delnef     |        | PS     | Professeur des écoles Adjoint au maire, puis maire (2017) de Roye |
| 2015             | 2021             | 2015   | 2021     | Catherine Quignon |        | PS     | Infirmière Conseillère régionale des Hauts-de-France (depuis 2021) Ancienne conseillère générale du canton de Montdidier (1998-2015) Maire de Montdidier (2001-2014) et depuis 2020 |
| 2021             | 2028             | 2021   | en cours | Josiane Hérouart  |        | PS     | Retraitée, adjointe au maire de Roye |
| 2021             | 2028             | 2021   | en cours | Wilfried Larcher  |        | DVG    | Cadre territorial, Montdidier |

### Résultats détaillés

#### Élections de mars 2015
| Candidats            | Candidats          | Partis      | Partis      | Premier tour | Premier tour | Second tour | Second tour |
| Candidats            | Candidats          | Partis      | Partis      | Voix         | %            | Voix        | %           |
| -------------------- | ------------------ | ----------- | ----------- | ------------ | ------------ | ----------- | ----------- |
| 1                    | Aichatou Pechon    |             | FN          | 3 294        | 35,18        | 3 468       | 34,91       |
| 1                    | Éric Richermoz     |             | FN          | 3 294        | 35,18        | 3 468       | 34,91       |
| 2                    | Pascal Delnef      |             | PS          | 3 144        | 33,58        | 3 628       | 36,52       |
| 2                    | Catherine Quignon* |             | PS          | 3 144        | 33,58        | 3 628       | 36,52       |
| 3                    | Jean-Michel Serres |             | UMP         | 2 533        | 27,05        | 2 839       | 28,58       |
| 3                    | Bénédicte Thiébaut |             | UDI         | 2 533        | 27,05        | 2 839       | 28,58       |
| 4                    | Christophe Blondé  |             | DLF         | 393          | 4,20         |             |             |
| 4                    | Annie Müller       |             | DLF         | 393          | 4,20         |             |             |
|                      |                    |             |             |              |              |             |             |
| Inscrits             | Inscrits           | Inscrits    | Inscrits    | 17 855       | 100,00       | 17 852      | 100,00      |
| Abstentions          | Abstentions        | Abstentions | Abstentions | 8 007        | 44,84        | 7 560       | 42,35       |
| Votants              | Votants            | Votants     | Votants     | 9 848        | 55,16        | 10 292      | 57,65       |
| Blancs               | Blancs             | Blancs      | Blancs      | 345          | 3,50         | 263         | 2,56        |
| Nuls                 | Nuls               | Nuls        | Nuls        | 139          | 1,41         | 94          | 0,91        |
| Exprimés             | Exprimés           | Exprimés    | Exprimés    | 9 364        | 95,09        | 9 935       | 96,53       |
| * conseiller sortant |                    |             |             |              |              |             |             |

#### Élections de juin 2021
Le premier tour des élections départementales de 2021 est marqué par un très faible taux de participation (33,26 % au niveau national). Dans le canton de Roye, ce taux de participation est de 35,45 % (6 439 votants sur 18 162 inscrits) contre 36,82 % au niveau départemental. À l'issue de ce premier tour, deux binômes sont en ballottage : Aurélie Dupont et Jean-Philippe Tanguy (RN, 32,65 %) et Josiane Hérouart et Wilfried Larcher (Union à gauche avec des écologistes, 32,58 %).
Le second tour des élections est marqué une nouvelle fois par une abstention massive équivalente au premier tour. Les taux de participation sont de 34,36 % au niveau national, 36,7 % dans le département et 35,86 % dans le canton de Roye. Josiane Hérouart et Wilfried Larcher (Union à gauche avec des écologistes) sont élus avec 58,01 % des suffrages exprimés (3 381 voix pour 6 517 votants et 18 171 inscrits),,.

## Composition

### Composition avant 2015

Situation du canton de Roye dans le département de la Somme avant 2015.

Le canton de Roye regroupait 33 communes.
| Nom                   | Code Insee | Codepostal | Superficie (km2) | Population (dernière pop. légale) | Densité (hab./km2) |
| --------------------- | ---------- | ---------- | ---------------- | --------------------------------- | ------------------ |
| Roye (chef-lieu)      | 80685      | 80700      | 15,55            | 6 158 (2012)                      | 396                |
| Armancourt            | 80027      | 80700      | 2,16             | 19 (2012)                         | 8,8                |
| Balâtre               | 80053      | 80700      | 3,30             | 84 (2012)                         | 25                 |
| Beuvraignes           | 80101      | 80700      | 14,45            | 844 (2012)                        | 58                 |
| Biarre                | 80103      | 80190      | 2,40             | 72 (2012)                         | 30                 |
| Billancourt           | 80105      | 80190      | 4,95             | 175 (2012)                        | 35                 |
| Carrépuis             | 80176      | 80700      | 5,50             | 277 (2012)                        | 50                 |
| Champien              | 80185      | 80700      | 8,77             | 280 (2012)                        | 32                 |
| Crémery               | 80223      | 80700      | 2,58             | 126 (2012)                        | 49                 |
| Cressy-Omencourt      | 80224      | 80190      | 7,67             | 121 (2012)                        | 16                 |
| Curchy                | 80230      | 80190      | 9,63             | 308 (2012)                        | 32                 |
| Damery                | 80232      | 80700      | 4,83             | 226 (2012)                        | 47                 |
| Dancourt-Popincourt   | 80233      | 80700      | 5,90             | 142 (2012)                        | 24                 |
| L'Échelle-Saint-Aurin | 80263      | 80700      | 5,10             | 56 (2012)                         | 11                 |
| Ercheu                | 80279      | 80400      | 14,15            | 813 (2012)                        | 57                 |
| Étalon                | 80292      | 80190      | 4,56             | 137 (2012)                        | 30                 |
| Fonches-Fonchette     | 80322      | 80700      | 5,02             | 158 (2012)                        | 31                 |
| Fresnoy-lès-Roye      | 80359      | 80700      | 7,65             | 297 (2012)                        | 39                 |
| Goyencourt            | 80383      | 80700      | 5,38             | 95 (2012)                         | 18                 |
| Gruny                 | 80393      | 80700      | 7,01             | 335 (2012)                        | 48                 |
| Hattencourt           | 80421      | 80700      | 3,61             | 272 (2012)                        | 75                 |
| Herly                 | 80433      | 80190      | 3,75             | 48 (2012)                         | 13                 |
| Laucourt              | 80467      | 80700      | 6,37             | 171 (2012)                        | 27                 |
| Liancourt-Fosse       | 80473      | 80700      | 6,44             | 284 (2012)                        | 44                 |
| Marché-Allouarde      | 80508      | 80700      | 2,07             | 65 (2012)                         | 31                 |
| Moyencourt            | 80576      | 80400      | 4,15             | 308 (2012)                        | 74                 |
| Rethonvillers         | 80669      | 80700      | 7,12             | 352 (2012)                        | 49                 |
| Roiglise              | 80676      | 80700      | 5,67             | 165 (2012)                        | 29                 |
| Saint-Mard            | 80708      | 80700      | 4,15             | 196 (2012)                        | 47                 |
| Tilloloy              | 80759      | 80700      | 6,37             | 348 (2012)                        | 55                 |
| Verpillières          | 80790      | 80700      | 4,87             | 159 (2012)                        | 33                 |
| Villers-lès-Roye      | 80803      | 80700      | 6,31             | 252 (2012)                        | 40                 |

### Composition à partir de 2015
Le canton de Roye regroupe désormais 62 communes.
À la suite du décret du 5 mars 2020, la commune nouvelle de Trois-Rivières est entièrement rattachée au canton. Le canton comprend toujours soixante-deux communes entières.
| Nom                          | Code Insee | Intercommunalité | Superficie (km2) | Population (dernière pop. légale) | Densité (hab./km2) | Modifier                                    |
| ---------------------------- | ---------- | ---------------- | ---------------- | --------------------------------- | ------------------ | ------------------------------------------- |
| Roye (bureau centralisateur) | 80685      | CC du Grand Roye | 15,55            | 5 748 (2022)                      | 370                | modifier les données · modifier les données |
| Andechy                      | 80023      | CC du Grand Roye | 7,77             | 285 (2022)                        | 37                 | modifier les données · modifier les données |
| Armancourt                   | 80027      | CC du Grand Roye | 2,16             | 33 (2022)                         | 15                 | modifier les données · modifier les données |
| Assainvillers                | 80032      | CC du Grand Roye | 7,30             | 134 (2022)                        | 18                 | modifier les données · modifier les données |
| Ayencourt                    | 80049      | CC du Grand Roye | 4,67             | 153 (2022)                        | 33                 | modifier les données · modifier les données |
| Balâtre                      | 80053      | CC du Grand Roye | 3,30             | 75 (2022)                         | 23                 | modifier les données · modifier les données |
| Becquigny                    | 80074      | CC du Grand Roye | 6,04             | 116 (2022)                        | 19                 | modifier les données · modifier les données |
| Beuvraignes                  | 80101      | CC du Grand Roye | 14,45            | 880 (2022)                        | 61                 | modifier les données · modifier les données |
| Biarre                       | 80103      | CC du Grand Roye | 2,40             | 58 (2022)                         | 24                 | modifier les données · modifier les données |
| Bouillancourt-la-Bataille    | 80121      | CC du Grand Roye | 3,59             | 144 (2022)                        | 40                 | modifier les données · modifier les données |
| Boussicourt                  | 80125      | CC du Grand Roye | 3,32             | 82 (2022)                         | 25                 | modifier les données · modifier les données |
| Bus-la-Mésière               | 80152      | CC du Grand Roye | 6,85             | 142 (2022)                        | 21                 | modifier les données · modifier les données |
| Cantigny                     | 80170      | CC du Grand Roye | 4,03             | 110 (2022)                        | 27                 | modifier les données · modifier les données |
| Le Cardonnois                | 80174      | CC du Grand Roye | 2,37             | 71 (2022)                         | 30                 | modifier les données · modifier les données |
| Carrépuis                    | 80176      | CC du Grand Roye | 5,50             | 258 (2022)                        | 47                 | modifier les données · modifier les données |
| Champien                     | 80185      | CC du Grand Roye | 8,77             | 279 (2022)                        | 32                 | modifier les données · modifier les données |
| Courtemanche                 | 80220      | CC du Grand Roye | 4,15             | 99 (2022)                         | 24                 | modifier les données · modifier les données |
| Crémery                      | 80223      | CC du Grand Roye | 2,58             | 128 (2022)                        | 50                 | modifier les données · modifier les données |
| Cressy-Omencourt             | 80224      | CC du Grand Roye | 7,67             | 126 (2022)                        | 16                 | modifier les données · modifier les données |
| Damery                       | 80232      | CC du Grand Roye | 4,83             | 222 (2022)                        | 46                 | modifier les données · modifier les données |
| Dancourt-Popincourt          | 80233      | CC du Grand Roye | 5,90             | 152 (2022)                        | 26                 | modifier les données · modifier les données |
| Davenescourt                 | 80236      | CC du Grand Roye | 11,73            | 548 (2022)                        | 47                 | modifier les données · modifier les données |
| L'Échelle-Saint-Aurin        | 80263      | CC du Grand Roye | 5,10             | 45 (2022)                         | 8,8                | modifier les données · modifier les données |
| Erches                       | 80278      | CC du Grand Roye | 8,21             | 195 (2022)                        | 24                 | modifier les données · modifier les données |
| Ercheu                       | 80279      | CC du Grand Roye | 14,15            | 754 (2022)                        | 53                 | modifier les données · modifier les données |
| Étalon                       | 80292      | CC du Grand Roye | 4,56             | 128 (2022)                        | 28                 | modifier les données · modifier les données |
| Ételfay                      | 80293      | CC du Grand Roye | 8,12             | 352 (2022)                        | 43                 | modifier les données · modifier les données |
| Faverolles                   | 80302      | CC du Grand Roye | 6,70             | 173 (2022)                        | 26                 | modifier les données · modifier les données |
| Fescamps                     | 80306      | CC du Grand Roye | 5,08             | 134 (2022)                        | 26                 | modifier les données · modifier les données |
| Fignières                    | 80311      | CC du Grand Roye | 6,60             | 143 (2022)                        | 22                 | modifier les données · modifier les données |
| Fonches-Fonchette            | 80322      | CC du Grand Roye | 5,02             | 169 (2022)                        | 34                 | modifier les données · modifier les données |
| Fontaine-sous-Montdidier     | 80326      | CC du Grand Roye | 9,03             | 98 (2022)                         | 11                 | modifier les données · modifier les données |
| Fresnoy-lès-Roye             | 80359      | CC du Grand Roye | 7,65             | 285 (2022)                        | 37                 | modifier les données · modifier les données |
| Goyencourt                   | 80383      | CC du Grand Roye | 5,38             | 97 (2022)                         | 18                 | modifier les données · modifier les données |
| Gratibus                     | 80386      | CC du Grand Roye | 5,33             | 178 (2022)                        | 33                 | modifier les données · modifier les données |
| Grivillers                   | 80391      | CC du Grand Roye | 3,39             | 91 (2022)                         | 27                 | modifier les données · modifier les données |
| Gruny                        | 80393      | CC du Grand Roye | 7,01             | 306 (2022)                        | 44                 | modifier les données · modifier les données |
| Guerbigny                    | 80395      | CC du Grand Roye | 8,27             | 275 (2022)                        | 33                 | modifier les données · modifier les données |
| Hattencourt                  | 80421      | CC du Grand Roye | 3,61             | 300 (2022)                        | 83                 | modifier les données · modifier les données |
| Herly                        | 80433      | CC du Grand Roye | 3,75             | 40 (2022)                         | 11                 | modifier les données · modifier les données |
| Laboissière-en-Santerre      | 80453      | CC du Grand Roye | 7,15             | 138 (2022)                        | 19                 | modifier les données · modifier les données |
| Laucourt                     | 80467      | CC du Grand Roye | 6,37             | 184 (2022)                        | 29                 | modifier les données · modifier les données |
| Liancourt-Fosse              | 80473      | CC du Grand Roye | 6,44             | 292 (2022)                        | 45                 | modifier les données · modifier les données |
| Lignières                    | 80478      | CC du Grand Roye | 6,33             | 146 (2022)                        | 23                 | modifier les données · modifier les données |
| Malpart                      | 80504      | CC du Grand Roye | 4,25             | 73 (2022)                         | 17                 | modifier les données · modifier les données |
| Marché-Allouarde             | 80508      | CC du Grand Roye | 2,07             | 50 (2022)                         | 24                 | modifier les données · modifier les données |
| Marestmontiers               | 80511      | CC du Grand Roye | 2,48             | 116 (2022)                        | 47                 | modifier les données · modifier les données |
| Marquivillers                | 80517      | CC du Grand Roye | 5,78             | 187 (2022)                        | 32                 | modifier les données · modifier les données |
| Mesnil-Saint-Georges         | 80541      | CC du Grand Roye | 6,04             | 211 (2022)                        | 35                 | modifier les données · modifier les données |
| Montdidier                   | 80561      | CC du Grand Roye | 12,58            | 5 978 (2022)                      | 475                | modifier les données · modifier les données |
| Piennes-Onvillers            | 80623      | CC du Grand Roye | 12,29            | 385 (2022)                        | 31                 | modifier les données · modifier les données |
| Remaugies                    | 80667      | CC du Grand Roye | 4,14             | 136 (2022)                        | 33                 | modifier les données · modifier les données |
| Roiglise                     | 80676      | CC du Grand Roye | 5,67             | 153 (2022)                        | 27                 | modifier les données · modifier les données |
| Rollot                       | 80678      | CC du Grand Roye | 12,00            | 768 (2022)                        | 64                 | modifier les données · modifier les données |
| Rubescourt                   | 80687      | CC du Grand Roye | 3,97             | 135 (2022)                        | 34                 | modifier les données · modifier les données |
| Saint-Mard                   | 80708      | CC du Grand Roye | 4,15             | 157 (2022)                        | 38                 | modifier les données · modifier les données |
| Tilloloy                     | 80759      | CC du Grand Roye | 6,37             | 327 (2022)                        | 51                 | modifier les données · modifier les données |
| Trois-Rivières               | 80625      | CC du Grand Roye | 16,63            | 1 484 (2022)                      | 89                 | modifier les données · modifier les données |
| Verpillières                 | 80790      | CC du Grand Roye | 4,87             | 167 (2022)                        | 34                 | modifier les données · modifier les données |
| Villers-lès-Roye             | 80803      | CC du Grand Roye | 6,31             | 281 (2022)                        | 45                 | modifier les données · modifier les données |
| Villers-Tournelle            | 80805      | CC du Grand Roye | 5,93             | 158 (2022)                        | 27                 | modifier les données · modifier les données |
| Warsy                        | 80822      | CC du Grand Roye | 2,98             | 136 (2022)                        | 46                 | modifier les données · modifier les données |
| Canton de Roye               | 8022       |                  | 396,69           | 25 268 (2022)                     | 64                 | modifier les données                        |

## Démographie

### Démographie avant 2015
| 1962   | 1968   | 1975   | 1982   | 1990   | 1999   | 2006   | 2011   | 2012   |
| ------ | ------ | ------ | ------ | ------ | ------ | ------ | ------ | ------ |
| 11 843 | 11 558 | 12 281 | 12 596 | 12 580 | 12 914 | 13 231 | 13 483 | 13 400 |

### Démographie depuis 2015
En 2022, le canton comptait 25 268 habitants, en évolution de +1,97 % par rapport à 2016 (Somme : −1,26 %, France hors Mayotte : +2,11 %).
| 2013   | 2018   | 2022   |
| ------ | ------ | ------ |
| 24 792 | 24 512 | 25 268 |